# رامون اندرسون
رامون اندرسون (انگلیسی: Ramon Andersson؛ زادهٔ ۲۰ مارس ۱۹۶۳) قایقران کایاک، و قایقران کانو اهل استرالیا است.